# Илије Чокан
Илије Чокан (Кременари, 10. јун 1913) румунски је ветеран Другог светског рата, Мајор и суперстогодишњак, тренутно је најстарији живи ветеран Другог светског рата на свету, најстарији живи мушкарац у Европи, као и најстарија особа у историји Румуније. 

## Биографија
Илије Чокан је рођен у селу Кременари у округу Валча у Румунији, 28. маја 1913. године. Имао је тежак живот, након што је са 6 година остао сироче прво од оца, а потом од мајке са 12 година, морао је да почне да ради од малих ногу како би преживео. Радио је као пастир у селу за „комад хлеба“. До 14. године радио је са „кравама”.
Са 18 година оженио се Флоареом Обогеану, која је била седам година старија од њега, а званично су се венчали 28. јануара 1932. године у Румунској православној цркви. Имали шесторо деце, три ћерке и три сина.
У војску је мобилисан са 22 године, затим је укључен у 6. артиљеријски пук "Питешти" 1935 године, а на фронт је послат 1941. године. Учествовао је у другом светском рату као топџија и курир, борио се на источном фронту, у Одеси, али је стигао и до западног фронта па чак и до Чехословачке.
Године 1945, пуштен је кући из војске уз образложење да је имао много деце. Успео је да се врати са фронта неповређен. После рата добио је статус ветерана.
По општим наредбама за унапређење које је издало министарство националне одбране Румуније 1990. године, стекао је чин мајора.
Његова супруга Флоареа умрла је 1992. године у 87. години живота.
До своје 90-е године возио је бицикл. У 93. години оклизнуо се у снегу, пао и поломио ногу, успешно се опоравио, иако је одбио да дозволи лекарима да му ставе ногу у „гипс”.
Чокан је до своје 103-е године могао да чита библију и новине без наочара.
- 15. фебруара 2021, након смрти 108-годишњег Јоана Ласкаја, постао је најстарији живи мушкарац у Румунији.
- 15. марта 2021, након смрти 108-годишњег Стелиоса Фрагиадоулакиса из Грчке, постао је најстарији живи мушкарац на Балкану.
- 2. фебруара 2022, након смрти 109-годишње Марије Михаи, постао је најстарија жива особа у Румунији.
- 28. фебруара 2023, након смрти 109-годишњег Константина Хертојуа, постао је последња особа у Румунији рођена пре 1915, као и последњи мушкарац на Балкану рођен пре избијања првог светског рата.
- 5. априла 2023, након смрти 111-годишње Јоане Проју-Димитријаду из Грчке, постао је најстарија жива особа на Балкану.
- 28. маја 2023, прославио је 110. рођендан, поставши суперстогодишњак.
- 2. јула 2023, након смрти 108-годишњег Рамиза Селманија из Северне Македоније, постао је последњи преживели мушкарац на Балкану рођен пре 1915. године.
- 9. новембра 2023, његову старост званично је потврдила и геронтолошка истраживачка група, међународна научноистраживачка организација за валидацију старости.
- 7. јануара 2024, након смрти 111-годишњег француза Андре Лудвига, постао је најстарији живи ветеран Другог светског рата у европи.
- 30. јануара 2024, након смрти 111-годишњег јапанца Тсунеји Ојаме, постао је најстарији живи ветеран Другог светског рата на свету.
- 25. новембра 2024, након смрти 112-годишњег Британца Џона Тинисвуда, постао је најстарији живи мушкарац у европи.
- 16. јануара 2025, у доби од 111 година, 220 дана, надмашио је старост Думитруа Команескуа (1908–2020) од 111 година, 219 дана, поставши најстарија особа која је икада живела у Румунији.

Илије Чокан тренутно живи у селу Братија дин Вале, Валча, Румунија у доби од 111 година, 309 дана.